# Лейфс, Йоун
Йоун Лейфс (исл. Jón Leifs; 1 мая 1899, Соульхеймер, Исландия — 30 июля 1968, Рейкьявик) — исландский композитор.

## Жизнь и творчество
Музыкальное образование Лейфс получил у себя на родине и в Германии. В 1916 году он поступил в Лейпцигскую консерваторию, где учился у Германа Шерхена (дирижирование), Роберта Тайхмюллера (фортепиано) и Пауля Гренера (композиция). В 1921 г. Лейфс женился на пианистке еврейского происхождения Анни Ритхоф, с которой длительное время прожил в Германии, в Вернигероде и в Баден-Бадене. В 1923-24 гг. он был дирижёром Певческой академии в Лейпциге. В середине 1920-х годов совершил три этнографические экспедиции, в ходе которых записал большое количество исландских народных песен. В 1926 г. гастролировал в качестве дирижёра в Норвегии, Исландии и на Фарерских островах. В 1934-37 гг. находился в Рейкьявике, исполняя обязанности консультанта радиовещания и дирижёра, после чего вновь возвратился в Германию. В годы пребывания у власти национал-социалистов пытался лавировать между нацистами и оппозицией к ним. Событиям, происходившим с семьёй Лейфсов в период с 1933 по 1945 годы, посвящён художественный фильм Х. Оддсона «Слёзы камня» (1995). Поначалу музыка Лейфса имела в нацистской Германии успех, но к концу 1930-х — началу 1940-х гг. популярность композитора ощутимо понизилась. В 1944 г. композитор получил разрешение на выезд из Германии и в следующем году вернулся на родину. Конец 1940-х — 1950-е гг. были отмечены для композитора душевным кризисом. В 1959 г. композитор женился на Торбьёрг Йоуханнсдоуттир (от которой у него двумя годами раньше родился сын Лейвюр), и приблизительно с того же времени вернулся к активному сочинению музыки. 1960-е гг., в противовес предыдущему десятилетию, оказались самым плодотворным периодом в творчестве Лейфса. Конец этому периоду положили тяжелая болезнь и смерть, наступившая 30 июля 1968 года.
В своих произведениях композитор опирался на скандинавский эпос (незавершённая ораториальная трилогия «Эдда», «Сага-симфония», «Песнь о Гудрун», «Заклинание Гроа») и события отечественной истории. Многие произведения описывают природу родного края («Гейзер», «Гекла», «Деттифосс»). Написанный в 1948—51 гг. второй струнный квартет обязан своим появлением личной трагедии композитора — он посвящён памяти дочери Лиф, погибшей в результате несчастного случая.

## Избранные сочинения
- Trilogia piccola (Маленькая трилогия) для оркестра, Op. 1 (1919—24)
- 4 пьесы для фортепиано, Ор. 2 (1922)
- Прелюдия и фуга для скрипки соло, Ор. 3 (1924)
- Музыка к пьесе Ловтюр-колдун, Ор. 6 (1915—25)
- Сюита из музыки к пьесе Ловтюр-колдун, Ор. 6а (1925)
- Концерт для органа с оркестром, Op. 7 (1917—30)
- Пасторальные вариации для оркестра, Op. 8 (1920—30; переложение для струнного квартета: 1937)
- Исландская увертюра для смешанного хора и оркестра, Ор. 9 (1926)
- Ловтюр-колдун, увертюра для оркестра, Ор. 10 (1927).
- Исландские танцы для фортепиано, Ор. 11 (1929)
- Отче наш для голоса и органа, Ор. 12b (1929)
- Исландская кантата для смешанного хора и оркестра, Op. 13 (1929—30)
- Две песни для голоса и фортепиано, Op. 14a (1929—30)
- Новые исландские танцы для фортепиано, Ор. 14b (1931)
- Три прелюдии для органа, Ор. 16 (1931)
- Ноктюрн для арфы соло, Ор. 19а (около 1934)
- Оратория Эдда I (Сотворение мира) для солистов, смешанного хора и оркестра, Ор. 20 (1935—39)
- Струнный квартет № 1 Mors et Vita, Ор. 21 (1939)
- Песнь о Гудрун для меццо-сопрано, тенора, баса и оркестра, Op. 22 (1940)
- Три песни из исландских саг, Ор. 24 (1941)
- Симфония № 1 Сага-симфония, Op. 26 (1941—42)
- Requiem для смешанного хора, Op 33b (1947)
- Хореографическая драма Бальдр, Op. 34 (1943—47)
- Струнный квартет № 2 Vita et Mors, Op. 36 (1948—51)
- Две песни для мужского хора, Ор. 39 (1948—61)
- Landsyn (Появление земли после длительного полёта над морем) для мужского хора и оркестра, Ор. 41 (1955)
- Оратория Эдда II (Жизнь богов) для солистов, смешанного хора и оркестра, Ор. 42 (1951—66)
- Три абстрактные картины для оркестра, Op. 44 (1955—60)
- Весенняя песнь для смешанного хора и оркестра, Ор. 46 (1958)
- Памяти Йоунаса Хадльгримссона для смешанного хора и оркестра, Ор. 48 (1961)
- Гейзер для оркестра, Op 51 (1961)
- Гекла для смешанного хора и оркестра, Op 52 (1961)
- Ответ викинга для инструментального ансамбля, Ор. 54 (1962)
- Fine I для оркестра, Op. 55 (1963)
- Fine II для вибрафона и струнного оркестра, Op. 56 (1963)
- Деттифосс для баритона соло, смешанного хора и оркестра, Op. 57 (1964)
- Ночь для тенора, баса и малого оркестра, Op. 59 (1964)
- Песнь о Дёрруде для смешанного хора и оркестра, Ор. 60 (1964)
- Песнь о Хельги, убийце Хундинга для контральто, баса и оркестра, Ор 61 (1964)
- Заклинание Гроа для контральто, тенора и оркестра, Ор. 62 (1965)
- Hafis (Дрейфующий лёд) для смешанного хора и оркестра, Op. 63 (1965)
- Струнный квартет № 3 El Greco, Ор. 64 (1965)
- Оратория Эдда III (Рагнарёк) для солистов, женского, мужского и смешанного хоров и оркестра, Ор. 65 (1966—68; не завершена)
- Hughreysting (Утешение) для струнного оркестра, Ор. 66 (1968)